# Appius Claudius Pulcher (consul in 185 v.Chr.)
Appius Claudius Pulcher was een Romeins politicus en militair uit de 2e eeuw v.Chr.

## Carrière
Hij diende tussen 196 en 194 v.Chr. als krijgstribuun en legaat onder Titus Quinctius Flaminius in de Tweede Macedonische Oorlog tegen Philippus V van Macedonië. In 191 was hij eerst de legaat van Marcus Baebius Tamphilus in de oorlog tegen Antiochus III de Grote en later dat jaar assisteerde hij de consul Manius Acilius Glabrio in de strijd tegen Aetolië.
In 187 v.Chr. werd hij praetor en was gouverneur in Tarentum. In 185 werd hij tot consul gekozen. Hij had succes in gevechten tegen de Ingaunianiërs, een Ligurische stam. Hierna keerde hij terug naar Rome om zich met de verkiezingen van 184 bezig te houden, waardoor zijn broer Publius tot consul voor het volgende jaar kon worden gekozen.
In 184 probeerde Philippus V een nieuwe oorlog tegen de Romeinen te beginnen. Appius Claudius Pulcher werd als hoofd van een Romeinse afvaardiging naar Griekenland en Macedonië gestuurd om dit te voorkomen. In 174 maakte hij deel uit van de afvaardiging die naar Aetolië werd gestuurd om daar zonder succes de onderling strijdende stammen te verenigen. In 173 werd hij naar Griekenland gestuurd om te bemiddelen in het dispuut tussen de Thessalonicenzen en de Perrhaebiërs.

## Familie
Appius Claudius Pulcher was een lid van de invloedrijke gens Claudia. Hij was de zoon van Appius Claudius Pulcher, die consul was in 212 v.Chr. Zijn broer Publius Claudius Pulcher was consul in 184 v.Chr.

## Referentie
- T. Broughton, The magistrates of the Roman Republic Vol. I: 509 BC - 100 BC, Lancaster (Californië) 1951. pp. 337,341,344,355,365,372,376-377,405,409 ISBN 0891307060